# シャーロット・クレッチマン
シャーロット・クレッチマン（独: Charlotte Kretschmann, 1909年12月3日 - 2024年8月27日）は、ドイツ・バーデン＝ヴュルテンベルク州キルヒハイム・ウンター・テック在住だった長寿の女性、スーパーセンテナリアン。ドイツ歴代最高齢記録の保持者でもある。

## 来歴
1909年にドイツ帝国支配下のブレスラウ（現・ポーランド・ヴロツラフ）で誕生。クレッチマンには兄がいた。幼少期、クレッチマンは両親の影響で体操を始め、両親からやりたいことは全てやらせてくれたと地元のテレビ局で語っている。地元のスポーツ大会で陸上100m走で1位を記録。長期休暇にはポメラニアで農場を営む祖父母の下で過ごしていた。
1936年頃、スポーツ大会で競技中に将来の夫となるヴェルナーと知り合った。同年に2人は結ばれ、1937年に一人娘のジーグリドを出産。第二次世界大戦中、ヴェルナーはドイツ陸軍に徴兵され、フランスの最前線に送られる。クレッチマンは1944年に戦況悪化に伴い、ブレスラウからシュトゥットガルトへ娘のジーグリドと共に避難。
赤十字社の尽力で戦後、ドイツ陸軍に徴兵を解かれたヴェルナーと再会。家族3人で仲睦まじく暮らしていたが、夫は1996年に他界。2019年には娘のジーグリドに先立たれる。
2019年12月3日に110歳を迎えたクレッチマンは一人暮らしを続けたが、2014年に脳出血を発症したことでキルヒハイム・ウンター・テックの老人ホームに入居。インスタグラムの編集者であり、毎日、自身の写真日記を投稿している。2023年にはジェロントロジー・リサーチ・グループによって、ドイツ最高齢であると確認。
2024年8月27日の夜、キルヒハイム・ウンター・テックにある老人ホームで死去。114歳268日没。